# ديفين بوكر
ديفين بوكر (بالإنجليزية: Devin Booker)‏ مواليد 30 أكتوبر 1996 في غراند رابيدز، هو لاعب كرة سلة محترف أمريكي بدأ مسيرته الاحترافية في سنة 2015 حيث تم اختياره من قبل فريق فينيكس صنز خلال الدرافت، يلعب مع فريق فينيكس صنز في الرابطة الوطنية لكرة السلة ويحمل الرقم 1. يبلغ طوله 1.98 متر.

## إحصائيات المسيرة

### الموسم الاعتيادي
| السنة   | الفريق     | لعب | بدأ | دقيقة | ميداني% | ثلاثية | حرة  | ارتداد | صنع | استلاب | تصدي | نقطة |
| ------- | ---------- | --- | --- | ----- | ------- | ------ | ---- | ------ | --- | ------ | ---- | ---- |
| 2015–16 | فينيكس صنز | 76  | 51  | 27.7  | .423    | .343   | .840 | 2.5    | 2.6 | .6     | .3   | 13.8 |
| المسيرة | المسيرة    | 76  | 51  | 27.7  | .423    | .343   | .840 | 2.5    | 2.6 | .6     | .3   | 13.8 |

## روابط خارجية
- ديفين بوكر على موقع إن بي أي (الإنجليزية)
- ديفين بوكر على موقع سبورتس رفرنس (الإنجليزية)
- ديفين بوكر على موقع كرة السلة الأوروبية.كوم (الإنجليزية)
- ديفين بوكر على موقع DraftExpress.com (الإنجليزية)
- ديفين بوكر على موقع إي إس بي إن.كوم (الإنجليزية)
- ديفين بوكر على موقع كلية كرة السلة في سبورتس رفرنس.كوم (الإنجليزية)
- ديفين بوكر على موقع ريلجم (الإنجليزية)
- ديفين بوكر على موقع بروبوليرز (الإنجليزية)
- ديفين بوكر على موقع اللجنة الأولمبية الدولية (الإنجليزية)
- ديفين بوكر على موقع أوليمبيديا (الإنجليزية)